# Réunion d'amis
Réunion d'amis est un tableau réalisé par le peintre français Eustache Le Sueur vers 1640. De format horizontal, cette huile sur toile est un portrait de groupe qui représente sept amis apparaissant ici comme autant de figures allégoriques. Centrée sur un joueur de luth et un mathématicien utilisant un compas l'air mélancolique, la composition est encadrée par un homme caressant un lévrier noir et un autre empoignant une bannière colorée. L'angle supérieur gauche contient le seul autoportrait assuré de l'artiste, dont les compagnons sont par ailleurs mal identifiés, à l'exception peut-être de Denis Gaultier, qui prêterait ses traits au musicien. Commandée par Anne de Chambré, l'œuvre est conservée au musée du Louvre, à Paris.